# I Am
I Am är ett album av Earth, Wind & Fire, släppt 1979. Gruppen är mest känd för sin funk, men på det här albumet har man låtit discomusiken ta överhanden. Albumet gav också världen en av de kändaste discolåtarna, "Boogie Wonderland". Vidare blev balladen "After the Love Has Gone" också en stor hit. Albumet kom att nå hög placering på försäljningslistorna i många europeiska länder och USA.

## Låtlista
(upphovsman inom parentes)
1. "In the Stone" (Foster/White/Willis) 4:48
2. "Can't Let Go" (Myers/White/Willis) 3:29
3. "After the Love Has Gone" (Champlin/Foster/Graydon) 4:26
4. "Let Your Feelings Show" (Foster/White/Willis) 5:24
5. "Boogie Wonderland" (Lind/Willis) 4:48
6. "Star" (DelBarrio/White/Willis) 4:24
7. "Wait" (Foster/White/Willis) 3:39
8. "Rock That!" (instrumental) (Foster/White) 3:07
9. "You and I" (Foster/White/Willis) 3:31

## Listplaceringar
| Lista (1979)   | Position                |
| -------------- | ----------------------- |
| Finland        | 9                       |
| Frankrike      | 1                       |
| Island         | 2 (Vísir Vinsældalisti) |
| Nederländerna  | 4                       |
| Norge          | 2 (VG-lista)            |
| Nya Zeeland    | 3                       |
| Storbritannien | 5 (UK Albums Chart)     |
| Sverige        | 3 (Topplistan)          |
| USA            | 3 (Billboard 200)       |
| Västtyskland   | 20                      |